# Иљеус
Иљеус (порт. Ilhéus) град је у Бразилу у савезној држави Баија. Према процени из 2007. у граду је живело 220.144 становника.

## Становништво
Према процени из 2007. у граду је живело 220.144 становника.
| 1991.   | 2000.   |
| ------- | ------- |
| 223.750 | 222.127 |